# Кашима (крайцер, 1939)
Кашима (на японски: 鹿島) е учебен кораб (лек крайцер) на Императорските ВМС на Япония от времето на Втората световна война. Втори кораб от типа „Катори“. Кръстен е в чест на шинтоистко светилище в Ибараки.

## Предистория
Крайцериите от типа „Катори“ изначално са заложени като учеби кораби в периода 1937 – 1939 г. в рамките на програмите за строителство на спомагателни съдове. С началото на войната в Тихия океан започват да се използват като флагмани на различни флотилии (от флотилии на подводници до ескадри на силите за съпровождение). В хода на войната корабите се модернизират: на тях се поставят допълнителни зенитни оръдия и апарати за пускане на дълбочинни бомби.

## История на службата

### Начало
„Кашима“ е построен от компанията Mitsubishi в нейната корабостроителница в Йокохама. На 31 май 1940 г. строителство му е завършено, и корабът е приписан официално към базата на ВМС в Куре (Вътрешно Японско море). На 28 юли 1940 г. „Кашима“ и крайцерът „Катори“, от същия тип, участват в последното си предвоенно пътешествие: Етаджима – Оминато — Дайрен – Порт Артур – Шанхай. След завръщането си в Япония „Кашима“ става флагман на 18-и крайцерски дивизион в 4-ти флот. На 1 декември 1941 г. „Кашима“ става флагмански кораб на 4-ти флот, ръководен от вицеадмирал Шигейоши Иноуе. В момента на нападението над Пърл Харбър се намира в щаба на флота на островите Трук в лагуната Чуук (Каролински острови).

### Начало на войната в Тихия океан
По време на операция „R“ (десантите в Рабаул и Кавиенг), от 23 и 24 януари 1942 г., „Кашима“ отплава от Трук за прикритие на японския морски десант. На 20 февруари той преследва американския самолетоносач „Лексингтон“ (USS Lexington (CV-2)) и американската 11-а оперативна група (на английски: Task Force 11). На 4 май 1942 г., в хода на операция „MO“ (десанти на Тулаги и в Порт Морсби) „Кашима“ пристига в Рабаул (Нова Британия), за да ръководи цялата операция, за това не участва в сражението в Коралово море. След успешния десант на японците на крайбрежието на Нова Гвинея плава обратно към Трук. През юли 1942 г. влиза за ремонт: на съда са поставени в предната част на мостика две сдвоени 25-мм артилерийски установки (Тип 96). На 3 септември крайцерът се връща в Трук.
На 8 октомври на борда на „Кашима“ се състои съвещание за строителството на отбранителни съоръжения в Тихия океан. На съвещанието присъства началник щаба на Обединения флот контраадмирал Матоме Угаки и представители на Департамента за военните съоръжения на Императорската армия на Япония. На 26 октомври командването на 4-ти флот приема вицеадмирал барон Томошиге Самеджима, който е сменен на 1 април 1943 г. от вицеадмирал Масами Кобаяши. По това време „Кашима“ все още носи службата си на Трук, понякога плавайки към Маршаловите острови или в Куре или Йокосука за дозареждане и техническо обслужване.
На 1 ноември 1943 г. „Кашима“ отстъпва мястото на флагман на лекия крайцер „Нагара“ и преминава в учебния дивизион в Куре, отплавайки на 18 ноември от Трук заедно с плаващата база за подводници „Чьогей“ и разрушителите „Вакацуки“ и „Ямагумо“. По време на прехода групата е атакувана от американската подводница „Скалпин“ (USS Sculpin (SS-191)), но групата на „Кашима“ я потопява без загуби от своя страна. Крайцерът пристига в Куре на 25 ноември 1943 г. и остава в сух док до 12 януари 1944 г. От 23 януари до 15 април 1944 г. „Кашима“ играе ролята на учебен кораб при Военната академия на Императорския флот на Япония в Етаджима и прави няколко плавания във Вътрешно японско море.

### Край на войната
Във връзка с влошаването на ситуацията за японците на фронта „Кашима“ става транспортен съдн. От 26 май до 11 юли 1944 г. той извършва четири прехода от Шимоносеки към Окинава, доставяйки подкрепления и припаси. От 11 юли, в хода на операцията „Ро-Го“, транспортът се занимава с доставката на подкрепления и припаси и за Тайван, извършвайки преходи от Кагошима и Куре за Цзилун. На 20 октомври съдът е засечен от американската подводница „Танг“ (USS Tang (SS-306)), която се приближава на разстояние около 2 км и предприема опит за атака, изстрелвайки електрически торпеда Mk 18 – 1, но поради поради малката скорост и голямото разстояние до целта японския съд не е поразен.
На 20 декември „Кашима“ влиза за технически оглед във Военноморския арсенал на Куре. Свалени са торпедните апарати, а вместо тях са поставени две сдвоени артилерийски установки 127-мм/40 орудий Тип 89 без щитове, четири трицевни артилерийски установки с 25-мм зенитни оръдия Тип 96, РЛС за надводен обзор Тип 22 с хидрофони и сонар, а също така две инфрачервени устройства за свръзка Тип 2. Напълно е преоборудвана и укрепена кърмата с помощта на бетонни вставки, в задните отсеци са поставени четири бомбомета и две рами за спускане на дълбочинни бомби (100 бомби). Още осем 25-мм оръдия Тип 96 са монтирани заедно с РЛС за въздушен контрол Тип 13.
От февруари 1945 г. крайцерът „Кашима“ се занимава с борба с подводници в Южнокитайско море и при крайбрежията на Корейския полуостров. На 19 май 1945 г. в Цушимския пролив крайцерът таранира товарния кораб „Дайсин-мару“, в резултат на което се взривява съд с гориво на носа на крайцера, което води до пожар. Корабът успява да достигне до Чинхаегу и влезе за ремонт. До края на войната „Кашима“ се занимава с патрулиране на водите при Корейския полуостров, съпровождайки конвои и борейки се с подводници. Официално „Кашима“ е изключен от списъците на Императорския флот на Япония на 5 октомври 1945 г.

## След войната
Главнокомандващият съюзните окупационни войски след края на войната постановява използването на крайцера „Кашима“ като транспорт за превоз на репатрирани. Зад главната мачта е надстроена рубка, оръдейните цеви са отрязани. От 10 октомври до 12 ноември 1946 г. вече транспортът „Кашима“ прави 12 посещения в Нова Гвинея, на Соломоновите острови, Маршаловите острови, в Сингапур и Френски Индокитай, на Тайван, в Индонезия, Тайланд и Хонконг — около 5800 военнослужещи на Императорската армия и пленника се връщат на борда на кораба в Япония. В периода от 15 ноември 1946 до 15 юни 1947 г. „Кашима“ е изключен от списъка на действащите съдове и е разрязан за метал в Нагасаки.